# Sint-Martinuskerk (Duffel)
De Sint-Martinuskerk is een 17e-eeuws kerkgebouw in de Belgische gemeente Duffel. De kerk ligt tegenover het Convent van Betlehem.

## Architectuur
De Sint-Martinuskerk is een neogotische kerk die oorspronkelijk gebouwd werd in 1150.

## Historie
De hoge toren, die hoog boven de dorpskom uitkeek, vormde tijdens de Eerste Wereldoorlog in 1914 een makkelijk doelwit voor de oprukkende Duitse vijandelijke troepen. Op 1 oktober 1914 besloot de Belgische legeroverheid om de torenspits in brand te steken. Door de neervallende brokstukken ging een deel van het kerkgebouw in de vlammen op en de hevige beschietingen tijdens de daaropvolgende dagen herleidden de kerk tot een puinhoop.
Door de schade van de twee wereldoorlogen werd de kerk in de jaren 1950 grondig gerenoveerd.
In de jaren 1990 werd het plein heraangelegd met jonge lindebomen (tilia) en een oude zomereik (quercus robur) als kapelboom. 

## Huidige functie
Momenteel worden er nog verschillende activiteiten in de kerk gehouden, waaronder eucharistievieringen, communievieringen, trouwplechtigheden en begrafenissen.

## Galerij

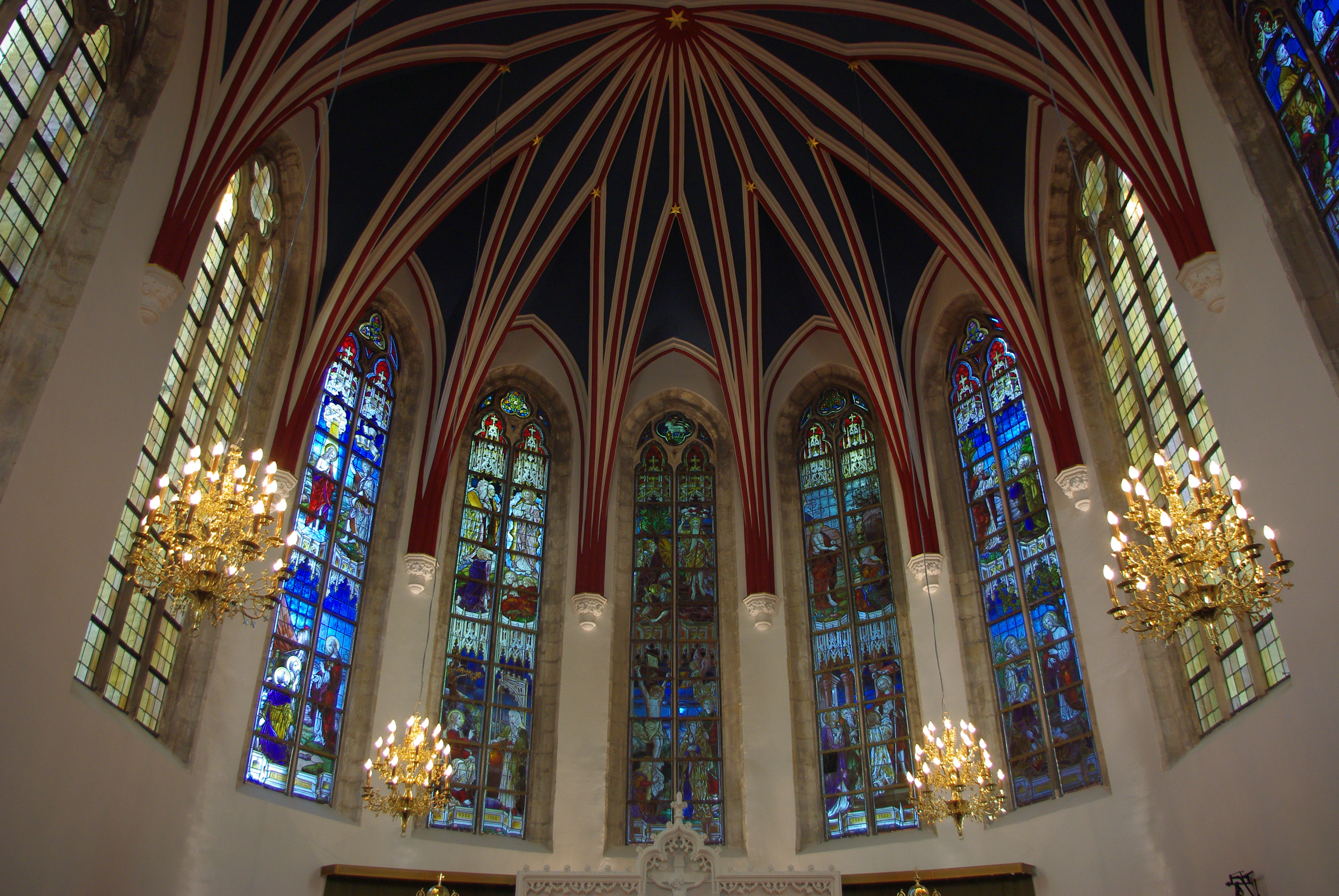
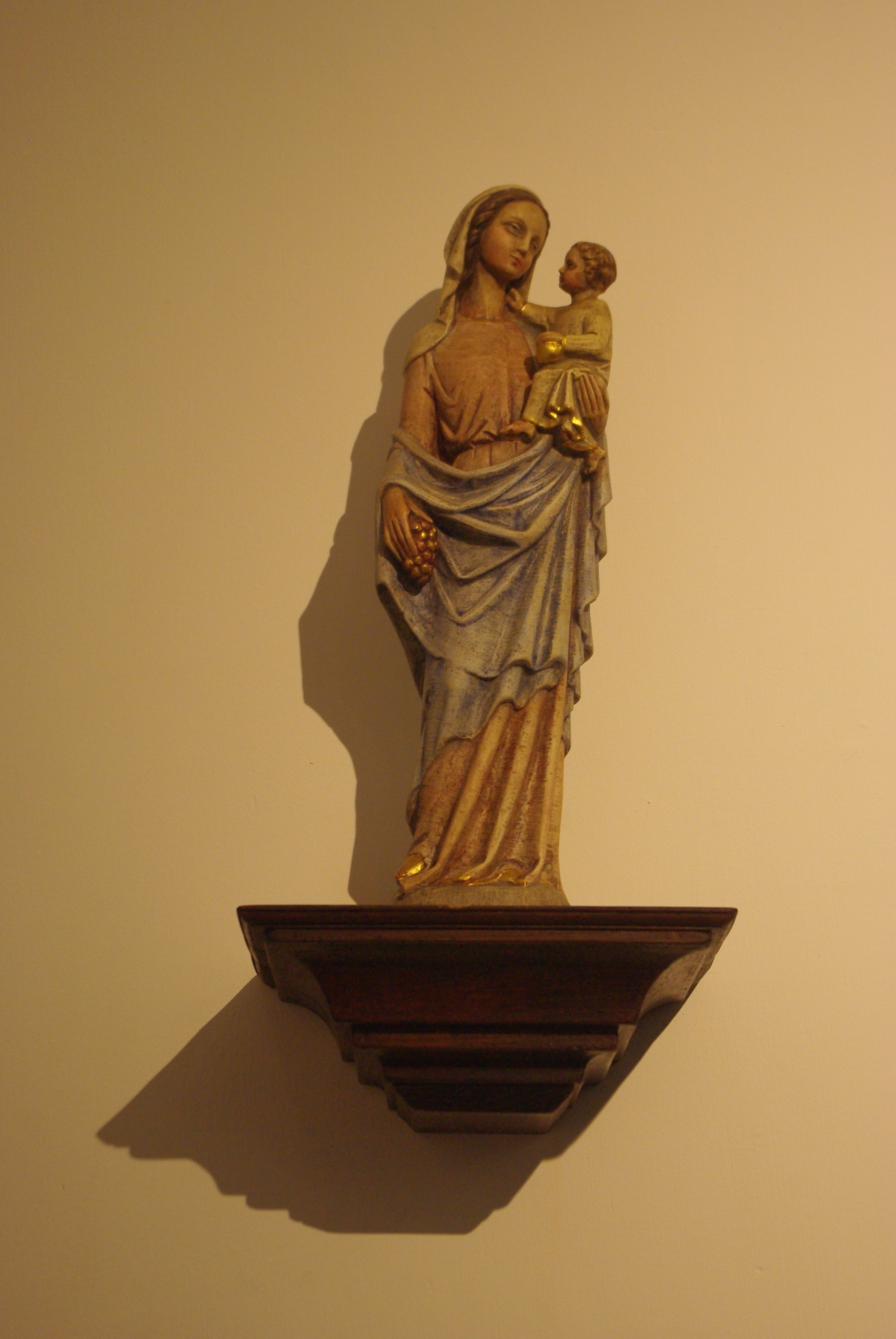
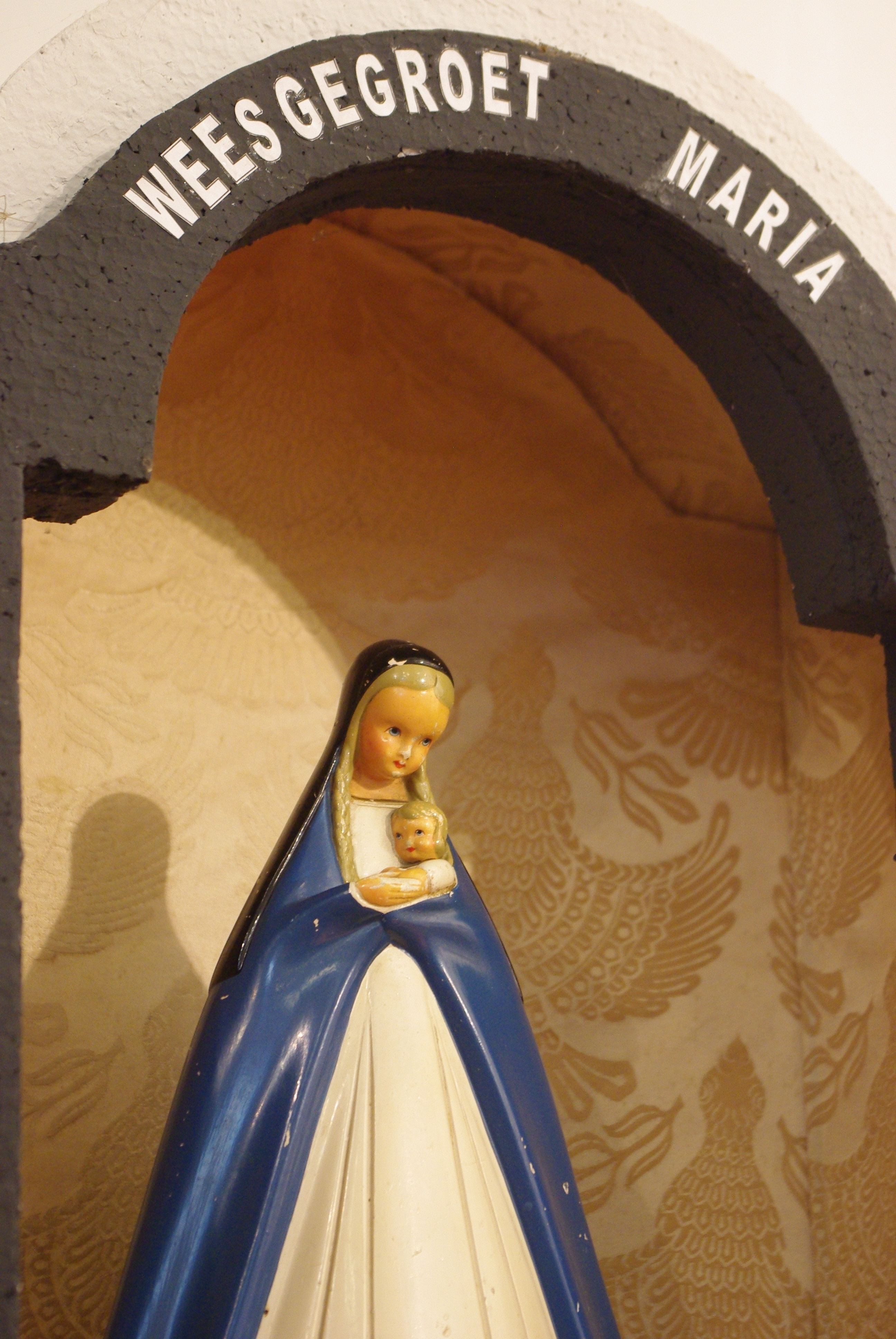
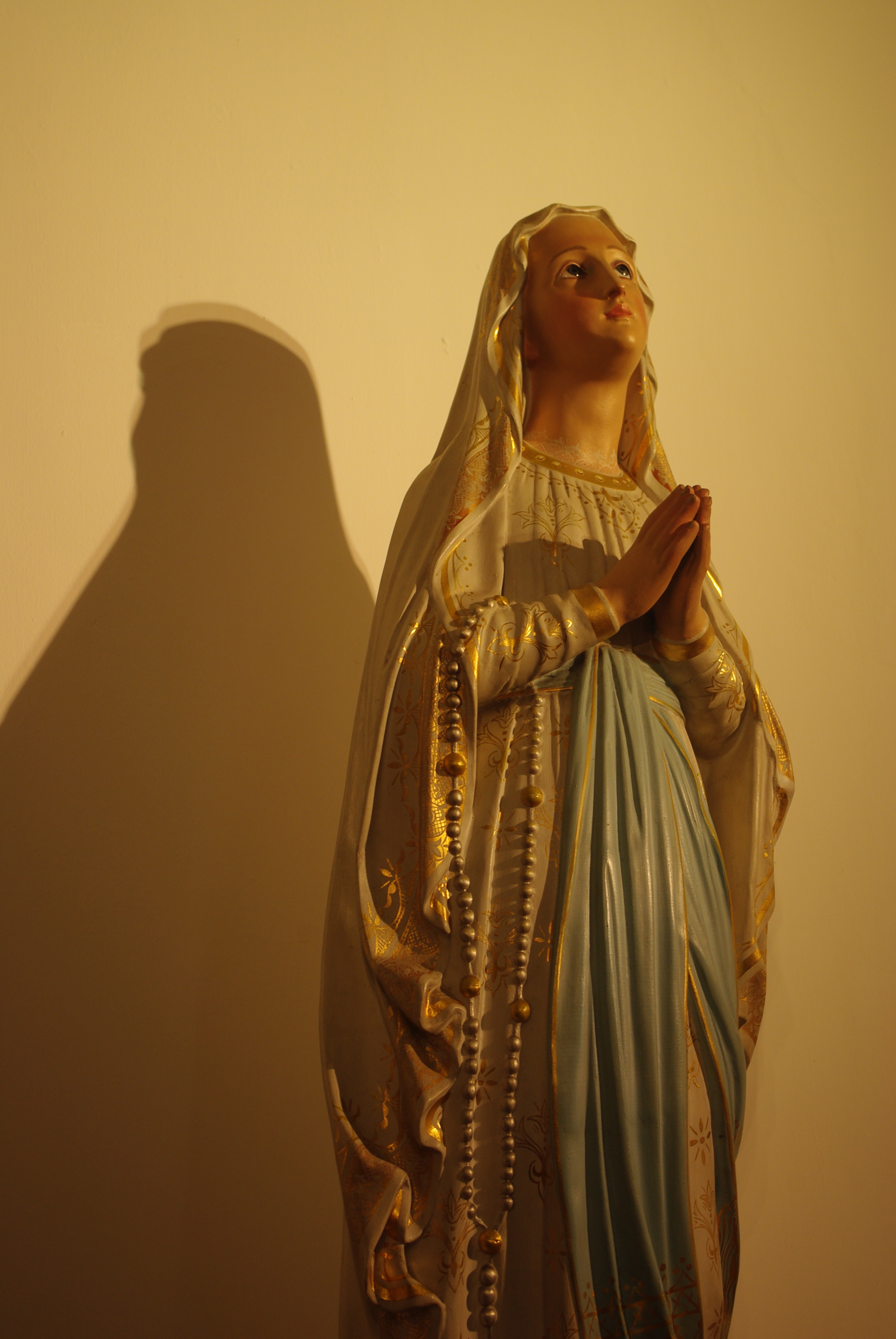
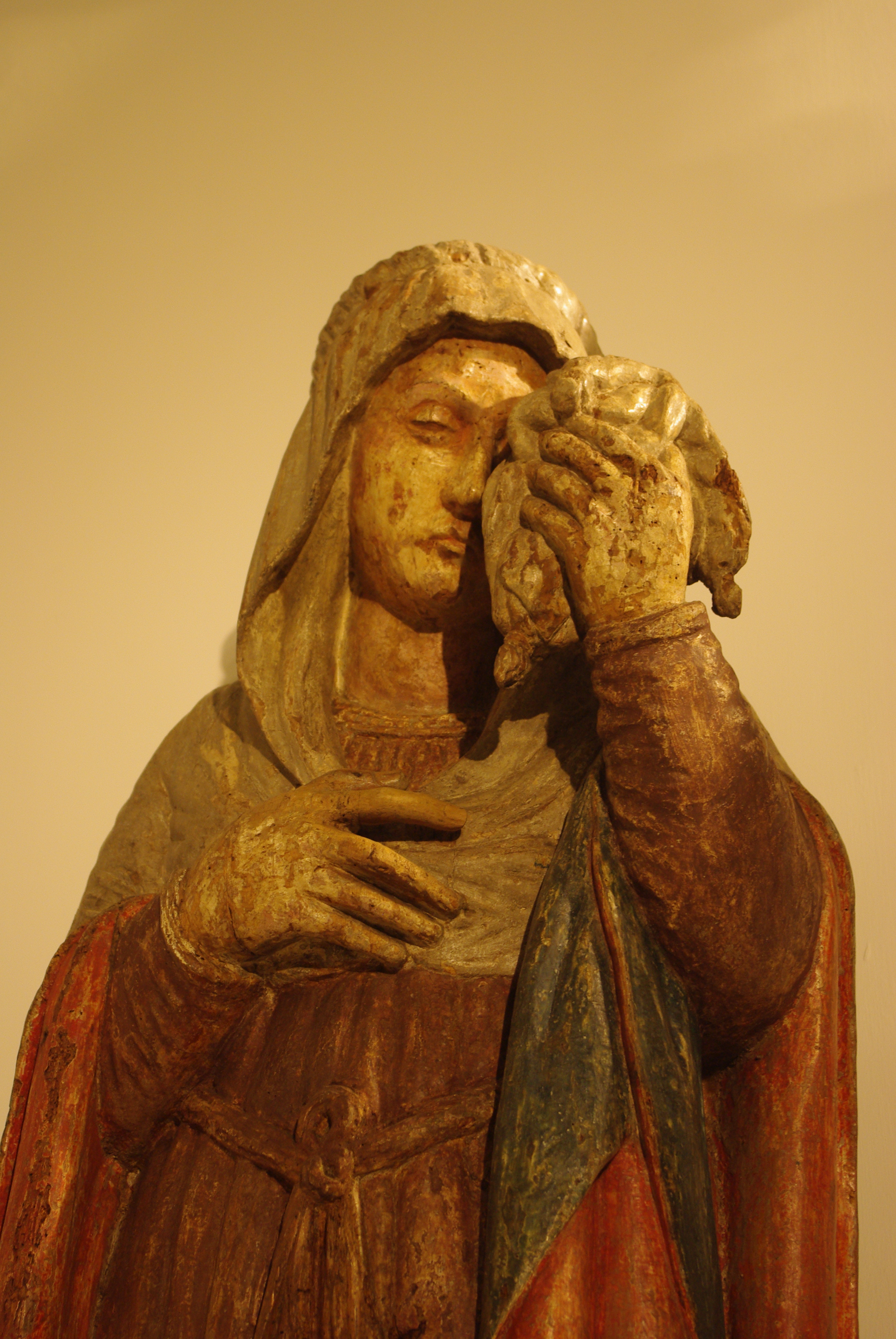
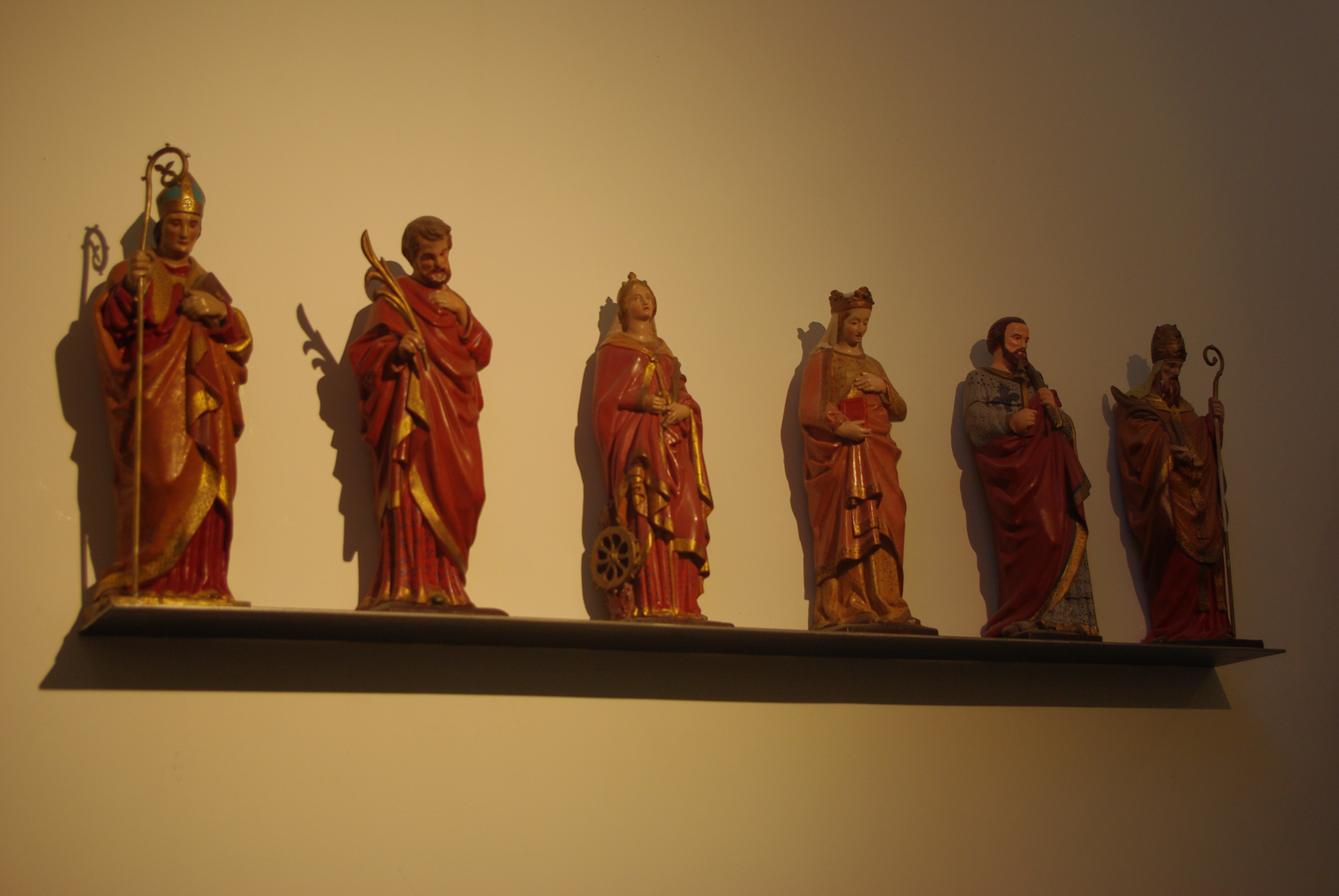
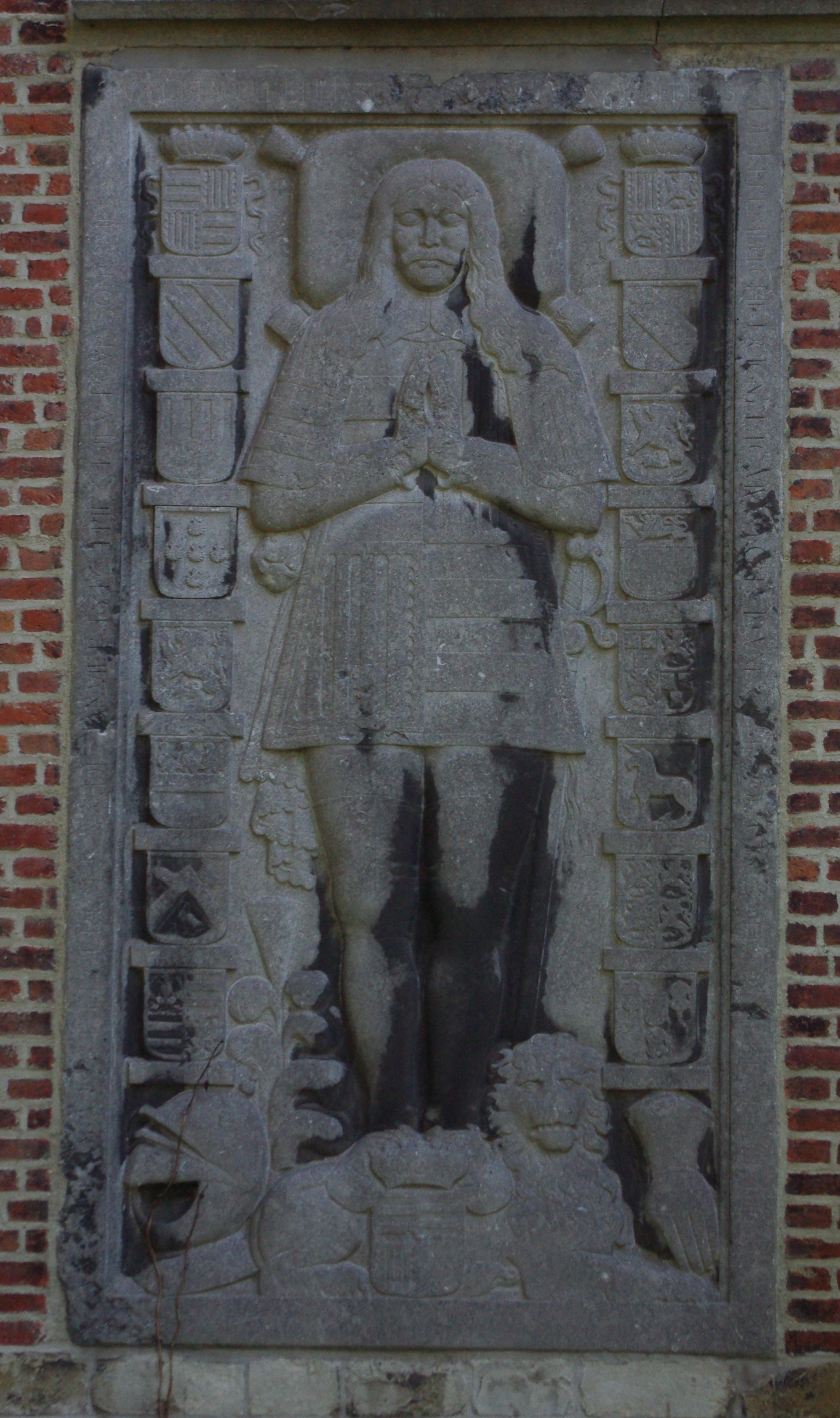